# لوون هایراپتیان (نیکوکار)
لوون گورگنی هایراپتیان (ارمنی: Լևոն Գուրգենի Հայրապետյան؛ زاده ۱۲ مارس ۱۹۴۹ - درگذشته ۱۸ اکتبر ۲۰۱۷) روزنامه‌نگار، کارآفرین، فیلسوف و نیکوکار اهل ارمنستان که ده‌ها میلیون دلار به اهداف ارمنستان، جمهوری آرتساخ و دیاسپورای ارمنی کمک کرد.

## زندگی‌نامه
وی در ۱۲ مارس ۱۹۴۹ در وانک به دنیا آمد و از دانشگاه دولتی مسکو فارغ‌التحصیل گشت. وی برنده جوایزی همچون نشان افتخار جمهوری ارمنستان شد. وی در نیمه‌شب ۱۸ اکتبر ۲۰۱۷ در سن ۶۸ سالگی در سلول زندان موردوویا درگذشت.